# Sheridan megye (Észak-Dakota)
Sheridan megye az Amerikai Egyesült Államokban, azon belül Észak-Dakota államban található. Megyeszékhelye és legnagyobb városa McClusky. Lakosainak száma 1265 fő (2020. április 1.). Sheridan megye McHenry, Burleigh, Pierce, Wells, Kidder és McLean megyékkel határos.

## Népesség
A megye népességének változása:
| Lakosok száma | 1311 | 1308 | 1263 | 1304 | 1310 | 1265 |
|               | 2010 | 2011 | 2012 | 2013 | 2015 | 2020 |